# Fuchunita
La fuchunita és un mineral de la classe dels minerals orgànics.

## Característiques
La fuchunita és un compost orgànic de fórmula química Ba(C₂H₃O₃)₂(C₂H₄O₃)₂. Va ser aprovada com a espècie vàlida per l'Associació Mineralògica Internacional en el mes de maig de l'any 2025. Encara resta pendent de publicació. Cristal·litza en el sistema monoclínic.
Les mostres que van servir per a determinar l'espècie, el que es coneix com a material tipus, es troben conservades al Museu Mineral de la Universitat d'Arizona Alfie Norville, a Tucson (Arizona), amb el número de catàleg: 22742, i al projecte RRUFF, amb el número de mostra: R240007.

## Formació i jaciments
Va ser descoberta al Western end, a la serralada de Pusch, dins el comtat de Pima (Arizona, Estats Units). Aquest indret és l'únic de tot el planeta on ha estat descrita aquesta espècie mineral.